# بلا رحمة (فلم)
بلا رحمة هو فيلم مصري عرض عام 1971، بطولة فريد شوقي وسهير المرشدي، ومن إخراج نيازي مصطفى.

## قصة الفيلم
الصول "رضوان" (فريد شوقي) يعمل في إصلاحيه للشباب ويعاملهم بقسوة، تأتي الأخصائية الاجتماعية "كريمة" (سهير المرشدي) للعمل بالإصلاحية وتحاول أن تعامل الكل معاملة تربوية وبإسلوب علمي، مما يضايق الصول رضوان ويختلف معها. تقابل "كريمة" نماذج مختلفة من الشباب منهم "سمير" (أشرف عبد الغفور) الذي يعاني من انحراف والدته (فيفي يوسف) و"عبد الفضيل" (محمد عنان) الذي يعامله والده العربجي بقسوة ويتسبب في موت والدته تحت عجلات القطار و"نبيل" (محمد يحيى) الشاب اللقيط الذي تبنته إحدى الأسر وعاملته بغلظة. يهرب الثلاثة من الإصلاحية ومن قسوة الصول "رضوان" ويلجأون إلى "فيفي" (هالة فاخر) عشيقة "سمير". يقرر "سمير" الانتقام من الصول "رضوان" باختطاف ابنته "سلوى" (بوسي) والاعتداء عليها. تنشأ معركة مع الصول "رضوان" تقتل فيها "فيفي" ويهرب "سمير" ليقتل عشيق والدته. يتم القبض عليهم جميعاَ ويتم إعادتهم إلي الإصلاحية ما عدا "سمير" الذي يدخل السجن ويقرر الصول "رضوان" تغيير أسلوبه معهم ويعاملهم بالرحمة بعد أن كانت بلا رحمة.

## طاقم التمثيل
- فريد شوقي: (الصول رضوان)
- سهير المرشدي: (كريمة - الأخصائية الاجتماعية)
- توفيق الدقن: (أبو دومة - زعيم عصابة)
- أشرف عبد الغفور: (سمير)
- هالة فاخر: (فيفي - عشيقة سمير)
- بوسي: (سلوى - بنت الصول رضوان)
- محمد عناني: (عبد الفضيل)
- محمد يحيى: (نبيل)
- أحمد أباظة: (العربجي - والد عبد الفضيل)
- أحمد نبيل
- فيفي يوسف: (والدة سمير)
- فوزية إبراهيم
- أحمد عمار
- رشاد حامد
- عبد الغني النجدي
- أحمد مرسي
- محمد رفعت
- أمين عنتر
- مختار السيد
- إيناس عبد الله: (طفلة)
- توحيدة: (الراقصة)
- قدرية كامل
- منير زخاري
- طلعت عطية
- عبد الحميد أنيس
- سمير عطية

## فريق العمل
- إخراج: نيازي مصطفى
- قصة: رؤوف حلمي
- سيناريو: عبد الحي أديب
- حوار: أحمد عبد الوهاب
- مدير التصوير: إبراهيم صالح
- مونتاج: جلال مصطفى
- موسيقى تصويرية: فؤاد الظاهري
- إنتاج: أفلام نفرتيتي الجديدة (سعد شنب)، (عبد الحي أديب)
- توزيع: المؤسسة المصرية العامة للسينما